# Rapporteur spécial des Nations unies sur la promotion et la protection du droit à la liberté d'opinion et d'expression
Le rapporteur spécial des Nations unies sur la promotion et la protection du droit à la liberté d'opinion et d'expression est un rapporteur spécial qui travaille pour les Nations unies. Le poste est créé le 5 mars 1993 par le Conseil des droits de l'homme des Nations unies pour protéger et promouvoir la liberté d'opinion et d'expression, hors ligne et en ligne, à la lumière du droit et des normes internationales en matière de droits de l'homme. Son mandat est limité à trois ans et est régulièrement prorogé.

## Titulaires
| Dates     | Noms                      | Nationalité |
| --------- | ------------------------- | ----------- |
| 2020-     | Irene Khan                | Bangladesh  |
| 2014-2020 | David Kaye (en)           | États-Unis  |
| 2008-2014 | Frank William La Rue (en) | Guatemala   |
| 2002-2008 | Ambeyi Ligabo             | Kenya       |
| 1993-2002 | Abid Hussain (en)         | Inde        |